# Chalumeau

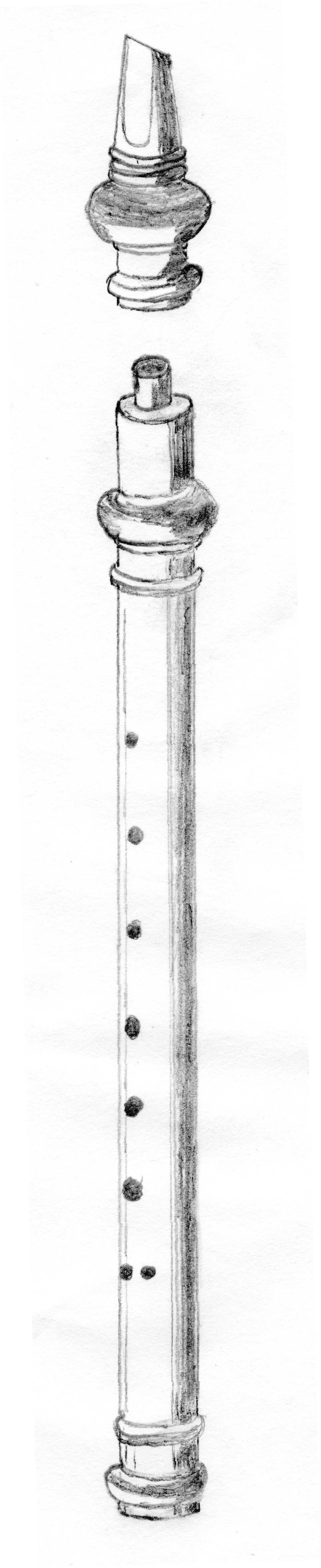
Chalumeau ohne Klappen nach der Encyclopédie von Diderot & Alembert (1767), Abb. ohne Rohrblatt

Das Chalumeau (Aussprache: [ʃalyˈmoː]) (pl. Chalumeaux – aus französisch Chalumeau, „Schalmei/Rohrblattinstrument“, das auf altgriechisch κάλαμος kalamos, deutsch ‚Halm, Rohr‘, italienisch Salmoè, Scialumò u. Ä.) ist ein Holzblasinstrument mit einfachem Rohrblatt. Es ist verwandt mit der Klarinette, die aus dem Chalumeau entwickelt wurde.
Das Instrument hat eine zylindrische Röhre, sieben vorderständige Grifflöcher und ein Daumenloch. Der Tonumfang des historischen Chalumeau beträgt eine große None. Seit Beginn des 18. Jahrhunderts wurden meist zwei Klappen zugefügt, um den Tonumfang nach oben auf eine Undezime zu erweitern. Es wurde nicht überblasen, sondern für verschiedene Stimmlagen in unterschiedlichen Größen in f/c-Stimmung gebaut. Das Chalumeau klingt eine Oktave tiefer als eine Blockflöte gleicher Länge. Der Klang ist weicher und offener als der einer Klarinette.
Das Chalumeau ist zu unterscheiden von dem Doppelrohrblattinstrument Schalmei, dessen Name etymologisch verwandt ist.

## Geschichte

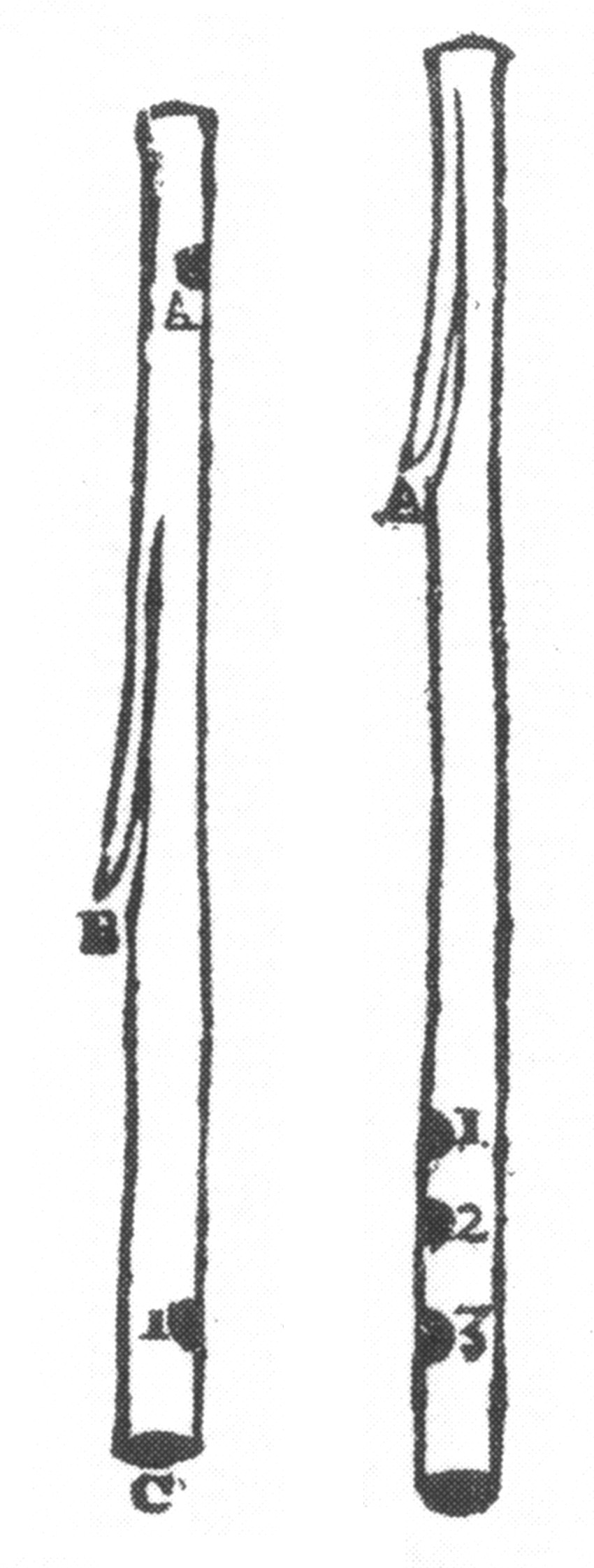
Zwei Chalumeaux aus Strohhalmen, Mersenne (1636)

Der Name Chalumeau/Schalmei wurde seit dem Mittelalter für Rohrblattinstrumente mit doppeltem und einfachem Rohrblatt verwendet. Marin Mersenne verwendet in seiner Harmonie Universelle (1636) den Ausdruck für zwei einfache Instrumente aus Strohhalmen sowie für die Melodiepfeife der Sackpfeife (mit Doppelrohrblatt, bei ihm auch „cornemuse“ genannt). Als „chalumeau eunuque“ bezeichnet er ein Mirliton.
Die Instrumente aus Strohhalmen erhalten ihre tonerzeugende Zunge durch einen Aufwärtsschnitt in den Halm. Mit Hilfe von Fingerlöchern lässt sich die Tonhöhe variieren. Es handelt sich um idioglotte Rohre, die einfachste Form von Einfachrohrblattinstrumenten, wie sie in vielen Musiktraditionen Europas, Asiens und Nordafrikas bis heute bekannt sind. Deren Vorgeschichte reicht bis in die Antike zurück.
Als Instrument mit flötenartigem Korpus und einfachem Rohrblatt ist das Chalumeau erst seit Ende des 17. Jahrhunderts nachweisbar. Das Chalumeau ist damit nur wenig älter als die Klarinette, die zu Beginn des 18. Jahrhunderts entwickelt wurde. Johann Christoph Denner (1655–1707), dem üblicherweise die Erfindung der Klarinette zugeschrieben wird, hat nach einer biographischen Angabe von 1730 auch das Chalumeau verbessert. Am 14. Januar 1690 soll er erstmals ein Chalumeau statt mit sechs mit acht Bohrlöchern versehen haben, von denen zwei zur Verlängerung der Finger ein Klappensystem erhielten, und damit die erste Klarinette geschaffen haben.
Eine ursprünglich anmutende Form hatten Instrumente, die in der letzten Dekade des 17. Jahrhunderts in England unter dem Namen „Mock trumpet“ verbreitet waren. Bei ihnen war die Stimmzunge durch einen Abwärtsschnitt aus dem Rohr geschnitten (idioglott). Diese Form erscheint auch noch auf einer Abbildung von Reynvaan (1795). Leider ist kein Instrument dieses Typs erhalten. Die acht erhaltenen Chalumeaux haben Mundstücke, an denen ein aufschlagendes Rohrblatt befestigt wird (heteroglott).
Die Instrumente wurden in verschiedenen Größen für die verschiedenen Stimmlagen sowie in verschiedenen Stimmungen gebaut. Bei größeren Instrumenten wurden Klappen hinzugefügt, um das Greifen zu erleichtern. Meist wurden unterhalb des Mundstücks zwei gegenüberliegende Klappen zur Erweiterung des Stimmumfangs nach oben angebracht. Für die Diskantlage wird der Umfang f1 bis a2 angegeben (selten überblasen bis c3), für die Altlage eine Quart darunter (c1-f2). Tenor- und Basslage liegen je eine Oktave tiefer. Ob erhaltene größere Instrumente mit fagottartig geknicktem Rohr als Sub-Bassinstrumente des Chalumeau-Chors anzusehen sind, ist umstritten. Die G-Stimmung wird häufiger erwähnt, aber auch andere Grundtöne sind möglich.
An der Klappenanordnung eines erhaltenen Chalumeaus lässt sich ablesen, dass das Blatt auf der Oberseite des Instruments befestigt war, beim Spielen also von der Oberlippe berührt wurde.
Die Lexikographen bis Mitte des 18. Jahrhunderts beschreiben den Klang des Instruments wenig günstig: „als wenn ein Mensch durch die Zähne singet“ (Walther, 1708), „etwas heulende Symphonie“ (Mattheson, 1713). In der Encyclopédie von Diderot und le Rond D’Alembert wird der Ton als unangenehm und wild beschrieben, wenn es von einem gewöhnlichen Musiker gespielt wird. Erst spätere Urteile fallen positiver aus: „Der Ton desselben hat so viel Interessantes, Eigenthümliches, unendlich Angenehmes, dass die ganze Scale der Tonkunst eine merkliche Lücke hätte, wenn dieses Instrument verloren ginge“ (Schubart 1784/85).
Im 18. Jahrhundert bestanden Chalumeau und Klarinette nebeneinander und wurden als verschiedene Instrumente wahrgenommen. Chalumeaux hatten ein breiteres Blatt und dienten für das tiefere Register. Klarinetten hatten ein schmaleres Blatt, ein nach oben versetztes Daumenloch mit Metallhülse (Überblasloch) und wurden für das höhere Register verwendet. Die Klarinette unterschied sich ferner durch Birne und offenen Schalltrichter von der geraden Bauweise des Chalumeau. Mit der Weiterentwicklung des tiefen Registers der Klarinette wurde das Chalumeau aus dem Orchester verdrängt.

## Musik des 18. Jahrhunderts
Im Hoch- und Spätbarock fand das Chalumeau (vorübergehend) Eingang in die bürgerliche und höfische Musik. Die frühesten erhaltenen Werke sind Duette für Mocktrumpet zu Beginn des 18. Jahrhunderts in England. Diese, für musikliebende Laien geschriebenen, Stücke imitieren vor allem die fanfarenartigen Klänge der Trompete.
Im deutschsprachigen Raum wurde das Chalumeau im Rahmen der höfischen Orchester verwendet. Dabei sind zwei Schwerpunkte auszumachen: Im ersten Drittel des Jahrhunderts lag er bei der Wiener Oper (Fux, G. u. A. Bononcini, Caldara, später Gluck). Hier wurde der Klang des Chalumeau in pastoralen Szenen sowie zum Ausdruck zarter und intimer Gefühle verwendet. Das Sopranchalumeau überwiegt. Noch im ersten Drittel des 18. Jahrhunderts wird das Instrument „im Hamburger Opernorchester, dessen Leitung Telemann als Hamburger Director musices ab 1722 übernahm, kultiviert.“ Im zweiten Drittel des Jahrhunderts bildet die Verwendung bei Telemann und vor allem Graupner einen zweiten Schwerpunkt. Sie setzen das Instrument meist paarweise ein, die tieferen Lagen treten bevorzugt hervor. Virtuose Passagen sind selten. In Telemanns Passion (1728) Seliges Erwägen erscheint des Tenorchalumeau in der Arie Es ist vollbracht in hochemotionalem Zusammenhang.
Solistisch wird das Chalumeau unter anderem von folgenden Komponisten verwendet:
- Agostino Steffani (1654–1728)
- Johann Joseph Fux (1660–1741): Concerto für Orgel, Diskant-Chalumeau und Streicher
- Attilio Ariosti (1666–1729)
- Antonio Caldara (1670–1736)
- Antonio Vivaldi (1678–1741): Oratorium Juditha Triumphans, RV 644, Arie «Veni veni me sequere fida» für Alt (Juditha), Chalumeau und Streicher; Concerto für 3 Violinen, Oboe, 2 Blockflöten, 2 Viole all’inglese, 2 Chalumeaux, 2 Violoncelli, 2 Cembali, und Streicher in C-Dur, RV 555; Concerto für 2 Blockflöten, 2 Theorben, 2 Mandolinen, 2 Chalumeaux, 2 Violinen in tromba marina, Violoncello und Streicher in C-Dur, RV 558; Concerto funebre für Oboe, Chalumeau, Violino, 3 Viole all'inglese in b-Moll, RV 579; Sonate für Oboe, Violine, Orgel und Chalumeau ad libitum C-Dur, RV 779; Nisi Dominus (Psalm 126 und Doxologie) für Sopran, 2 Altstimmen, Viola d’amore, 2 Trumscheite, Tenor-Chalumeau, Violoncello, Orgel und Streicher, RV 803, Arie «Cum dederit dilectis» für Alt, Chalumeau, Streicher und Orgel in C-Dur.
- Giovanni Bononcini (1670–1747)
- Jan Dismas Zelenka (1679–1745): Lamentatio II zum Karsamstag für Alt, Violine, Chalumeau, Fagott und Basso continuo
- Johann Friedrich Fasch (1688–1758): Concerto für Sopran-Chalumeau und Streicher B-Dur
- Christoph Graupner (1683–1760): unter anderem Concerto für Tenor- und Bass-Chalumeau F-Dur; Concerto für 2 Chalumeau d-moll; Concerto für Chalumeau und Fagott, Concerto für Chalumeau, Oboe und Viola B-Dur; Ouverture für 3 Chalumeau C-Dur; Ouverture für Chalumeau, Fagott und Streicher; Trio für Viola d’amore, Chalumeau und Streicher; Trio für Fagott und Chalumeau C-Dur; darüber hinaus Suiten.
- Georg Philipp Telemann (1681–1767): Sonate für zwei Chalumeau F-Dur; Concerto für zwei Chalumeau d-Moll;[21] Concerto für Flöte, Oboe, Chalumeau und Streicher G-Dur; Sinfonie „Il Grillo“
- Johann Adolf Hasse (1699–1783): Concerto für Oboe und Chalumeau F-Dur; Sonate für Chalumeau, Oboe und Fagott
- Giuseppe Antonio Paganelli (1710–1763): Concerto für Sopran-Chalumeau B-Dur
- Jean-Philippe Rameau (1683–1764): Les Grands Motets
- Franz Anton Hoffmeister (1754–1812): Konzert für Sopran-Chalumeau F-Dur.

## Chalumeau heute

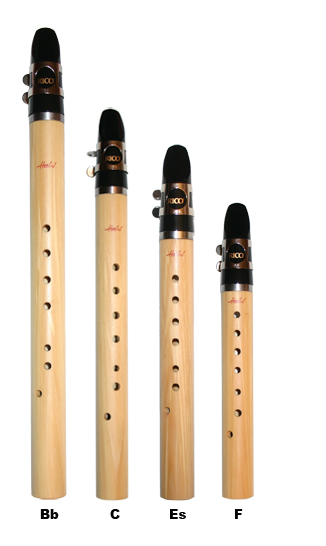
Moderne „Pocketino“-Chalumeaux in verschiedenen Stimmungen

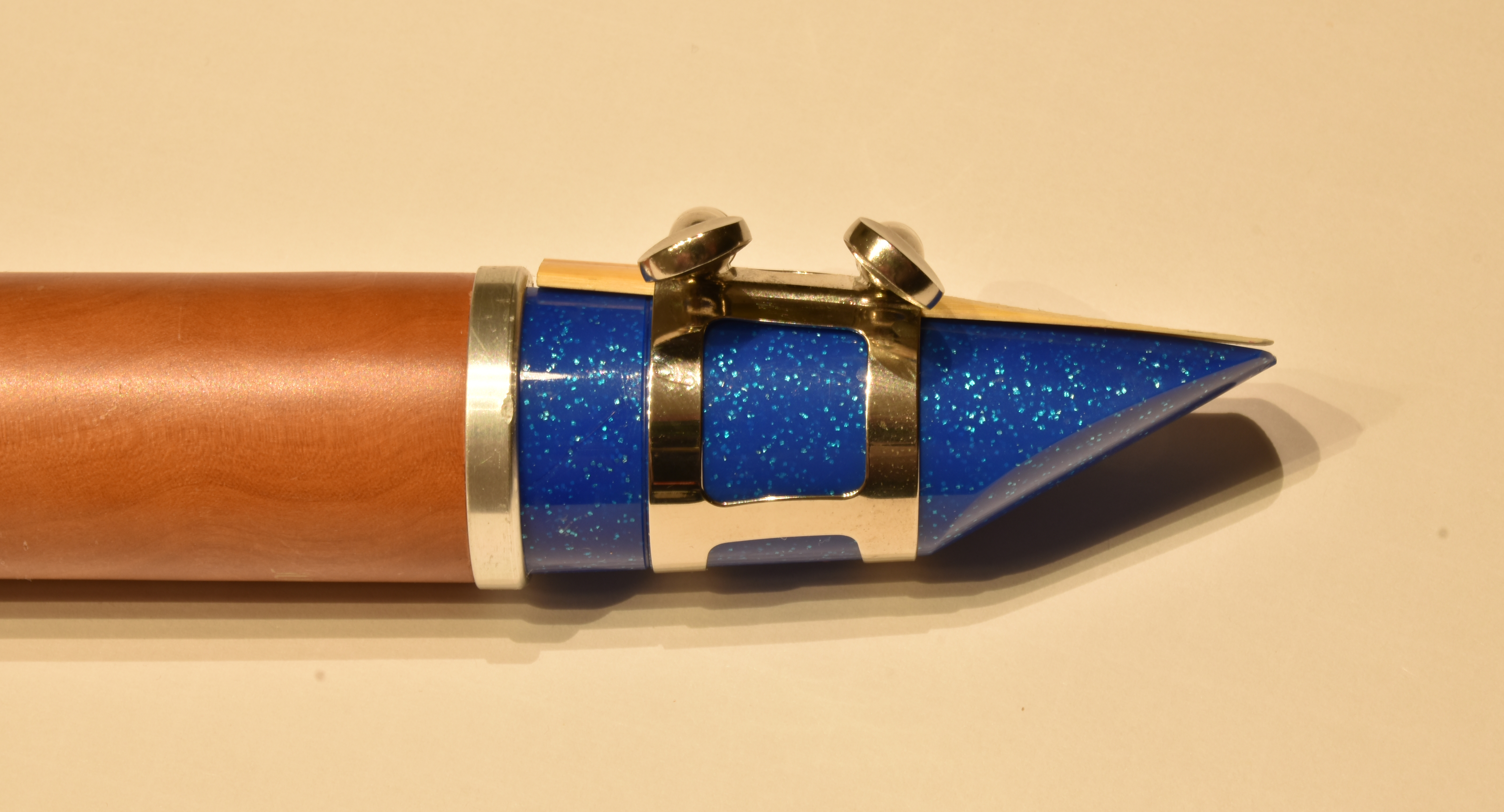
Mundstück

Vor einigen Jahren wurde das Chalumeau wiederentdeckt oder auch „wiedererfunden“. Verschiedene Ausführungen dienen unterschiedlichen Zwecken. Einerseits werden Instrumente zur historischen Aufführungspraxis für die Musik des 17. und 18. Jahrhunderts gebaut. Andererseits wird das Instrument von Folk- und Mittelalterformationen wegen seiner leichten Spielbarkeit und seines charakteristischen Klangs geschätzt.
Schließlich wurden Instrumente für die Instrumentalerziehung entwickelt, um den Übergang von Blockflöte auf Klarinette oder Saxophon vorzubereiten. Dabei ist meist ein modernes Klarinettenmundstück mit einem Blockflötenkorpus verbunden. Diese Instrumente werden unter sehr verschiedenen Bezeichnungen vertrieben (Sopranklarinette, Kinderklarinette, Clarineau, Pocket-Clarineau bzw. -Chalumeau, Saxonett: sudden smile clarinet). Es gibt Typen mit und ohne Klappen, z. T. mit Überblasklappe, in unterschiedlichen Stimmungen.
Auch das als „Taschensaxophon“ erfundene Xaphoon mit Bambuskorpus und entsprechende Instrumente aus Kunststoff oder Holz (Woodensax) sind als Chalumeaux anzusehen. Eine Kombination von Klarinettenmundstück und dem Metallkorpus der Tin Whistle wird als „Highland-Hornpipe“ angeboten.